# Triax
Triax är en dansk elektroniktillverkare av komponenter främst för kabel-TV-marknaden.